# Aboreachi
Aboreachi är en ort i Mexiko.   Den ligger i kommunen Batopilas och delstaten Chihuahua, i den nordvästra delen av landet, 1 200 km nordväst om huvudstaden Mexico City. Aboreachi ligger 2 399 meter över havet och antalet invånare är 218.
Terrängen runt Aboreachi är kuperad österut, men västerut är den bergig. Runt Aboreachi är det mycket glesbefolkat, med 6 invånare per kvadratkilometer. Närmaste större samhälle är Batopilas, 15,9 km väster om Aboreachi. I omgivningarna runt Aboreachi växer huvudsakligen savannskog.